# Walenty Szylarski
Walenty Szylarski (ur. około 1735, zm. po 1770) – magister nauk wyzwolonych, doktor filozofii, tłumacz, gramatyk, profesor retoryki kościelnej na Uniwersytecie Jagiellońskim, nauczyciel i teoretyk wymowy kościelnej w krakowskich szkołach zakonnych.

## Życiorys
Urodził się w rodzinie szlacheckiej, jako syn Wawrzyńca, na terenie archidiecezji lwowskiej. W roku 1755 otrzymał stopień bakałarza w Akademii Krakowskiej (w tym też roku został immatrykulowany). Cztery lata później (1759) uzyskał tytuł magistra nauk wyzwolonych i doktora filozofii. W roku 1765 nauczał wymowy kościelnej w krakowskim kolegium kanoników regularnych. Po roku 1767 przeniósł się do Lwowa, gdzie kilka lat później prawdopodobnie zmarł.

## Twórczość
Autor pierwszej gramatyki języka polskiego ułożonej po polsku, którą napisał w roku 1767 na zlecenie Towarzystwa Literackiego w Polszcze Ustanowionego. Najwybitniejszy gramatyk czasów Komisji Edukacji Narodowej. W roku 1767 podjął współpracę z "Monitorem".

### Ważniejsze utwory
1. Rhetorica ecclesiastica antiquo-nova theoretica et practica admodum reverendis dominis Instituti S. Augustini Canonicorum Reg. de Saxia professis, id temporis eloquentiae auditoribus, a... ejusdemque paulo ante rhetorices in Collegio eorundem Canonicorum Reg. de Saxia professore, immediato Scholae SSmi Spiritus, in praesentiarum Contubernii Geloniani seniore, compendiose tradita, nunc vero insigniter aucta ac in lucem edita (Kraków, 1765), dedykowano S. Wolskiemu
2. Gramatyka powszechne wszystkim językom i własne polskiemu prawidła w sobie zamykająca, dla doskonalszego w polskiej mowie poloru, a tym prędszego i łatwiejszego od obojej płci młodzieży obcych języków pojęcia, z dyspozycji Prześwietnego Towarzystwa Literatów przez Mistrza... do Collegium wezwanego ułożona (1767), rękopis: Ossolineum, sygn. 1866/I; przedmowę ogł. Z. Florczak, L. Pszczołowska w: Ludzie Oświecenia o języku i stylu t. 2, Warszawa 1958, (porównaj poz. 3)
3. Początki nauk dla narodowej młodzieży, to jest Gramatyka języka polskiego ucząca, a tym samym pojęcie obcych języków, jako: łacińskiego, francuskiego, niemieckiego, włoskiego i innych, ułatwiająca (Lwów, 1770), przedmowę "Do czytelnika" przedr. Z. Florczak, L. Pszczołowska w: Ludzie Oświecenia o języku i stylu t. 2, Warszawa 1958, (jest to red. skrócona poz. 2).

### Przekłady
1. Ch. Rollin: Sposób uczenia i uczenia się nauk wyzwolonych tak co się tycze umiejętności, jako też co należy do obyczajów i religii. Przez M. Karola Rollina... francuskim językiem opisany, a przez... ojczystą mową wyłożony, Lwów 1769; fragmenty druk. wcześniej "Monitor" 1767 nr 84-88.

## Wybrane opracowania nt. twórczości Szylarskiego
1. W. Pawlak, Od Sokołowskiego do Szylarskiego. Z dziejów homiletyki XVI-XVIII wieku, „Barok. Historia – Literatura – Sztuka” 2009, nr 1(31), s. 36-39.
2. Album studiosorum Universitatis Cracoviensis t. 5 (1720-1780), wyd. K. Lewicki, J. Zathey, Kraków 1956, s. 113
3. J. K. Plebański: Gramatyka i gramatycy, "Encyklopedia powszechna" Orgelbranda, t. 10 (1862), s. 540-545
4. F. M. Sobieszczański: "Encyklopedia powszechna" Orgelbranda, t. 24 (1867)
5. W. Wisłocki: Nauka języka polskiego w szkołach polskich przed Kopczyńskim, "Sprawozdanie Roczne c.k. Gimnazjum im. Franciszka Józefa we Lwowie, Rok szkolny 1868" i odb. (Lwów 1868)
6. A. A. Kryński: Kwestia językowa, Warszawa 1873
7. W. Smoleński: Towarzystwa naukowe i literackie w Polsce w. XVIII, "Ateneum" 1887 t. 4 i odb. (Warszawa 1887); przedr. w: Pisma historyczne t. 2, Kraków 1901, s. 34
8. B. Bieńkowski: Gramatyka polska, "Encyklopedia wychowania" t. 5 (1901), s. 140-142
9. "Encyklopedia kościelna" Nowodworskiego, t. 28 (1905)
10. P. Kopko: Krytyczny rozbiór gramatyki narodowej Onufrego Kopczyńskiego, "Rozprawy Akademii Umiejętności Wydział Filologiczny" t. 46 (1910), s. 246
11. J. Łoś: Pisownia polska w przeszłości i obecnie, Kraków 1917.